# マティアス・アレマノ
- マティアス・アレマーノ

マティアス・アレマノ（Matias Alemanno、1991年12月5日 - ）は、プレミアシップグロスターに所属するラグビーユニオン選手。

## プロフィール
- アルゼンチン・コルドバ出身。
- ポジションはロック(LO)。
- 身長 198cm、体重 113kg
- アルゼンチン代表キャップは65（2020年12月現在）でワールドカップ2015・2019のアルゼンチン代表に選ばれた[1]。
- バーバリアンズに選ばれたことがある[2]。

## 略歴
パンパスXVを経て、2016年、ハグアレスに加入。
2020年、グロスターに加入。